# Ata Berk

Blues Session mit Dietrich Geldern (links) und Günter Boas (rechts)

Willy „Ata“ Berk (* 14. Juni 1923 in Frankfurt am Main; † 17. Dezember 1988 ebenda) war ein deutscher Schlagzeuger des traditionellen Jazz.

## Leben und Wirken
Berk, der als Musiker Autodidakt ist, begann 1943 in der (verbotenen) Hotclub Combo und spielte nach der Niederschlagung des Nationalsozialismus in Soldatenclubs der US-Army. Seit dem 17. Mal 1945 durfte er im Sextet des Hot Club Frankfurt (mit Carlo Bohländer, Paul Martin, Louis Freichel, Hans Otto Jung und Heinz Tischmann) auf Genehmigung der Militärregierung „bis zur Ausgangssperre um 20 Uhr“ auch für deutsches Publikum im Frankfurter Tivoli am Goetheplatz spielen. Ab 1954 gehörte er zu den Two Beat Stompers, mit denen er bereits in der Gründungsphase zusammenwirkte und nun auch auf Tournee ging und auf Jazzfestivals in Düsseldorf, Zoppot und dem New-Orleans-Festival in Paris auftrat. Er begleitete Kid Ory auf einer Deutschland-Tournee. Später spielte er bei Willy Berking, bei Dietrich Geldern und bei den Hot Swingers um Roland Schneider. Mit den Frankfurt Swing Stars, zu denen auch Gustl Mayer, Conny Jackel und Fritz Hartschuh gehörten, begleitete er 1988 auf dem Jazzfestival Burghausen Claude Williams (Fernsehmitschnitt). Er ist auf Schallplatten mit den Two Beat Stompers, Bill Ramsey,  Benno Walldorf, den Hot Swingers und den Frankfurt Swing All Stars (Jive at Five, 1988) zu hören.

## Lexikalische Einträge
- Carlo Bohländer, Karl Heinz Holler: Reclams Jazzführer (= Reclams Universalbibliothek. Nr. 10185/10196). Reclam, Stuttgart 1970, ISBN 3-15-010185-9.
- Jürgen Wölfer: Jazz in Deutschland. Das Lexikon. Alle Musiker und Plattenfirmen von 1920 bis heute. Hannibal, Höfen 2008, ISBN 978-3-85445-274-4.